# Глон
Глон (њем. Glonn) град је у њемачкој савезној држави Баварска. Једно је од 21 општинског средишта округа Еберсберг. Према процјени из 2010. године у граду је живјело 4.335 становника. Посједује регионалну шифру (AGS) 9175121.

## Географски и демографски подаци
Глон се налази у савезној држави Баварска у округу Еберсберг. Град се налази на надморској висини од 536 метара. Површина општине износи 30,2 km². У самом граду је, према процјени из 2010. године, живјело 4.335 становника. Просјечна густина становништва износи 143 становника/km².